# Tréméven (Finisterre)
 Tréméven  (en bretón Tremeven-Kemperle) es una población y comuna francesa, situada en la región de Bretaña, departamento de Finisterre, en el distrito de Quimper y cantón de Quimperlé.

## Demografía
| 1402 | 1445 | 1652 | 1975 | 2076 | 2017 |
| Para los censos de 1962 a 1999 la población legal corresponde a la población sin duplicidades (Fuente: INSEE [Consultar]) |      |      |      |      |      |